# Municipio de Richland (condado de Madison, Indiana)
El municipio de Richland (en inglés: Richland Township) es un municipio ubicado en el condado de Madison en el estado estadounidense de Indiana. En el año 2020 tenía una población de 5076 habitantes y una densidad poblacional de 70,23 personas por km².

## Geografía
El municipio de Richland se encuentra ubicado en las coordenadas 40°11′2″N 85°37′24″O / 40.18389, -85.62333. Según la Oficina del Censo de los Estados Unidos, el municipio tiene una superficie total de 72.28 km², de la cual 71.76 km² corresponden a tierra firme y (0.73%) 0.53 km² es agua.

## Demografía
Según el censo de 2010, había 4775 personas residiendo en el municipio de Richland. La densidad de población era de 66,06 hab./km². De los 4775 habitantes, el municipio de Richland estaba compuesto por el 95.06% blancos, el 2.58% eran afroamericanos, el 0.1% eran amerindios, el 0.34% eran asiáticos, el 0.02% eran isleños del Pacífico, el 0.8% eran de otras razas y el 1.11% pertenecían a dos o más razas. Del total de la población el 1.11% eran hispanos o latinos de cualquier raza.